# Carlo Cesi
Carlo Cesi o Cesio (Antrodoco, 17 aprile 1622 – Rieti, 1682) è stato un pittore e incisore italiano.

## Biografia

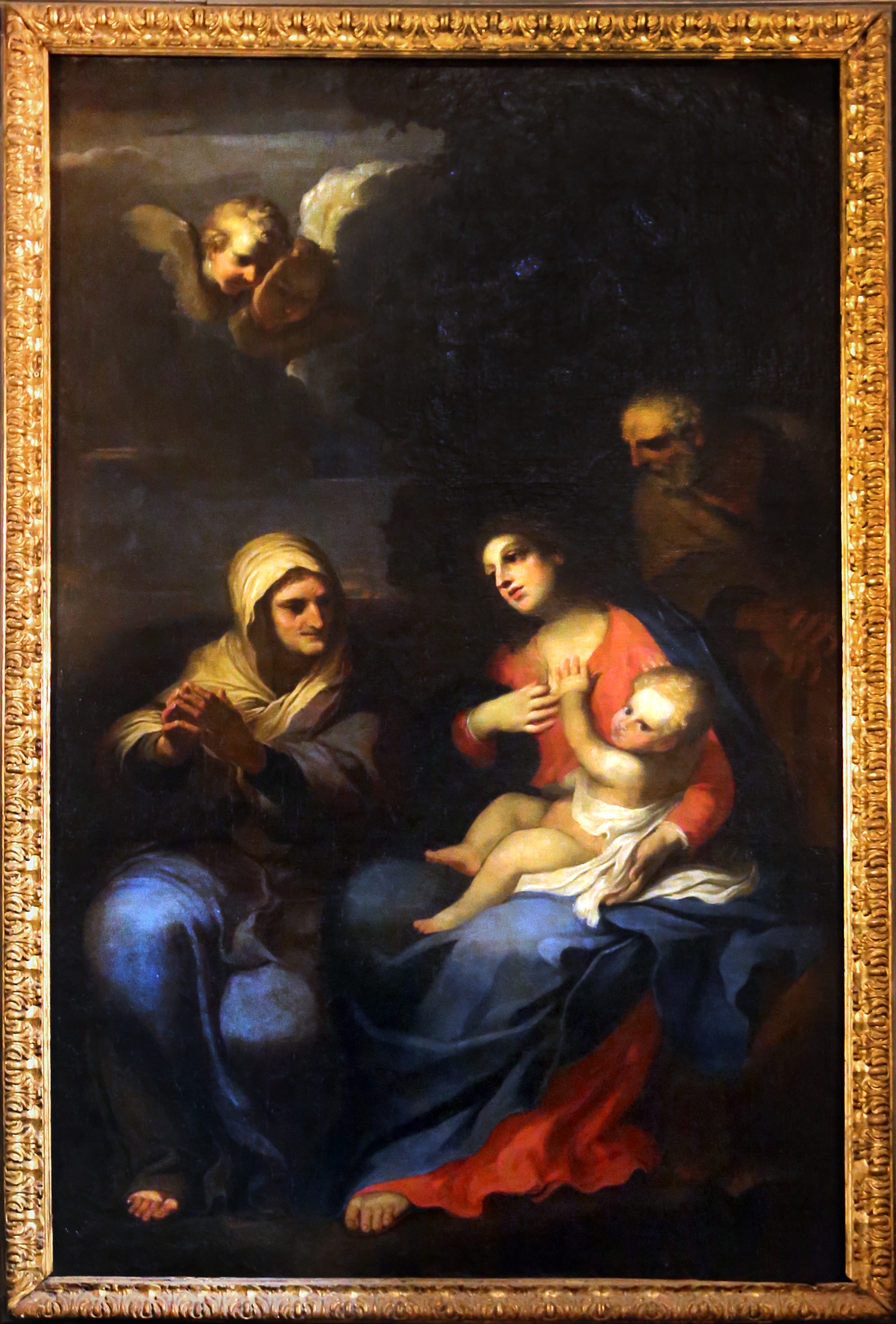
Sacra Famiglia e Sant'Anna, Cappella Cesi, Chiesa di Santa Maria della Pace, Roma

Figlio di Pietro, originario di Todi, naque ad Antrodoco in provincia di Rieti nel Lazio. Nel suo paese natale, all'interno dell'ex convento di Santa Chiara al Corso, sono conservati i documenti relativi alla sua vita e alle sue opere. 
Nel 1642, a sedici anni, si trasferisce a Rieti dove studiò disegno e pittura. Poi, grazie al manifestarsi del suo talento, si trasferì a Roma, dove poté perfezionare la sua tecnica e formazione artistica grazie a Pietro da Cortona che in seguito lo presentò a importanti figure dell'epoca, tra i quali la regina Cristina di Svezia e il cardinale Decio Azzolini. Pietro da Cortona sostenne anche l'ingresso di Celsi all'Accademia di San Luca nel 1651.
Nel 1657 Cesi ottenne un discreto successo con un affresco raffigurante il giudizio di Salomone, custodito a Roma nel palazzo del Quirinale nella galleria Alessandro VII e considerato il suo primo capolavoro. Nello stesso periodo realizzò una serie di 44 incisioni all'acquaforte degli affreschi di Annibale Carracci della Galleria Farnese che furono ne tempo replicate in cinque edizioni. Tra questi, Il trionfo di Bacco e Arianna del pittore bolognese influenzò la realizzazione a fresco dello stesso soggetto sulla volta del salone d'onore di Palazzo Boncompagni Corcos a Monte Giordano eseguita qualche anno più tardi. La decorazione del palazzo rimane il più importante ciclo figurativo del Cesi. Dal 1659 proseguì la sua attività come incisore diventando uno dei più stimati della sua epoca. Alcune sue opere di questo periodo sono conservate a Roma nel Gabinetto nazionale delle stampe.
Intorno al 1659 realizzò alcune delle sue opere più importanti: tra queste il trittico raffigurante la Trinità, l'Immacolata e san Dionigi, conservato presso l'Accademia di Francia a Roma e Lo sposalizio mistico di Santa Caterina a santa Maria della Pace.
Nel 1666 realizzò gli affreschi La Madonna con il bambino e I santi Carlo Borromeo e Filippo Neri, dimostrando di aver appreso gli insegnamenti di Pietro da Cortona.
Nel 1692 fu pubblicata un'altra serie di incisioni di Cesi raffiguranti le dieci coppie di putti affrescati da Guido nel palazzo Mazarino al Quirinale e un'altra serie raffiguranti le decorazioni della galleria del palazzo Pamphili di piazza del Collegio romano a Roma.
A dimostrazione della fama raggiunta, Carlo Cesi fu investito dell'onorificenza di camerlengo dell'arte dei pittori fino al 1670 e nel 1675 principe dell'Accademia di San Luca.

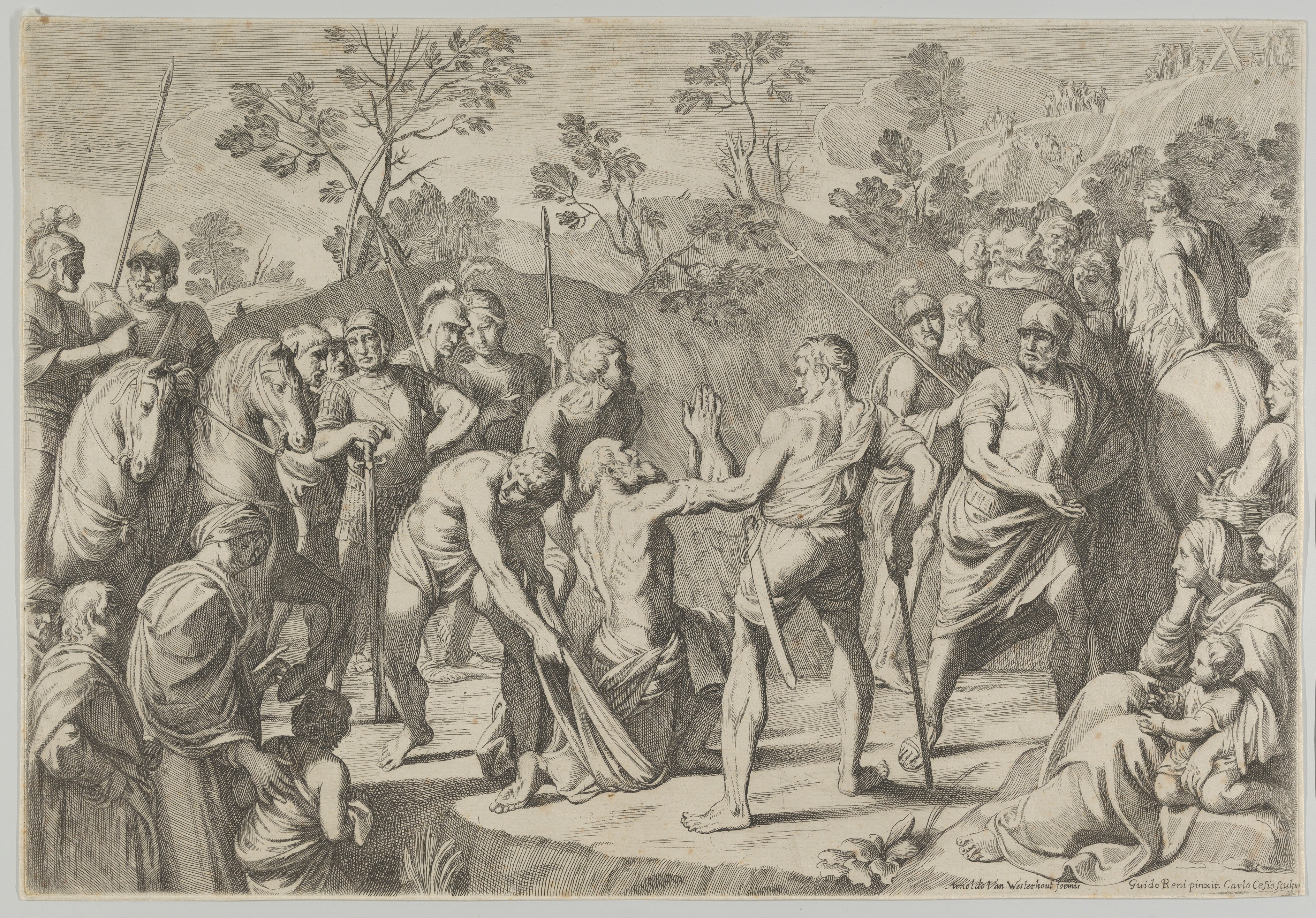
Sant'Andrea inginocchiato in preghiera mentre viene condotto alla croce, Metropolitan Museum of Art, New York

Carlo Cesi svolse anche un'importante attività come insegnante, pubblicando nel 1679 il volume Cognitione de muscoli del corpo humano per il disegno. 
Dopo il ritiro a Rieti nel 1681, morì un anno dopo.

## Opere
- Roma
  - Basilica di Santa Maria Maggiore
  - Palazzo del Quirinale
  - Palazzo Colonna
  - Palazzo Boncompagni Corcos a Monte Giordano
  - Santa Maria della Pace
  - Santissimo Sudario dei Piemontesi e Savojardi

- Ariccia
  - Palazzo Chigi (ritratto del cardinal Fabio Chigi);

- Museo civico di Rieti[1]
  - Ascensione di Cristo con i santi Giovanni Battista, Martino Vescovo, Sebastiano e Bernardino, sughi d'erba su tela (1679-1680)
  - Assunzione della Vergine con gli Apostoli, sughi d'erba su tela (1679-1680)